# Tarrytown (Georgia)
Tarrytown – miasto w Stanach Zjednoczonych, w stanie Georgia, w hrabstwie Montgomery. Jedna z najmniejszych miejscowości (65 osób w 2023 r.) w całym stanie Georgia.